# De Hoop (Abbenbroek)
De Hoop is een in 1843 gebouwde korenmolen in het Nederlandse dorp Abbenbroek (provincie Zuid-Holland). De ronde stenen molen is flesvormig gebouwd: de romp heeft een uitgesproken insnoering. De molen is tot 1947 als zodanig in gebruik geweest, daarna werd in de molen elektrisch gemalen. In 1974 heeft de toenmalige gemeente Abbenbroek de molen gekocht. In 1979 is de molen gerestaureerd en maalvaardig gemaakt. Sinds 1980 is de gemeente Nissewaard eigenaar van de molen. De Hoop is, evenals de bijbehorende graanschuur en molenaarswoning, een Rijksmonument en valt tegenwoordig onder het beheer van de stichting Molenbehoud Nissewaard. De molen is op afspraak en wanneer de molen draait, te bezichtigen.